# 离石区
离石（英語：Lishi），又名石州、永宁州，属于中华人民共和国山西省吕梁市，是吕梁市市辖区，市政府驻地。离石位于黄河中游左岸，山西省中西部，吕梁市中心，与方山县、临县、柳林县、中阳县、汾阳市、文水县以及交城县接壤，全市总面积1339平方公里。其城市建成区与方山县毗邻区域相连，沿北川河、东川河以及三川河三个方向延伸，是吕梁市山区人口密度最高的区域，常住人口约47万人。
离石历史悠久，自新石器时代就已有黄河农耕民（Yellow River Farmer）在此从事早期农耕生产活动。相传大禹治水的起点在骨脊山，禹贡九州后，此地正式归入中原华夏文明，属于冀州。后于西周划属并州，而后东周春秋时期晋国归化土著白狄，于三家分晋之后由赵国首次建城，设立离石邑，建城史2000余年。自此，离石因其易守难攻的地理特征，成为兵家必争之地，离石也因此几经易名改制。
离石因其厚重的历史，拥有繁多的考古发现，其中在境内发现的战国及秦汉墓地中出土的汉画像石具有极高的历史人文价值。

## 名源
唐代《元和郡县图志》：“离石县，本汉旧县也，属西河郡。县东北有离石水，因取名焉。汉末荒废。魏黄初复置，后陷刘元海，石勒改为永石郡。高齐文宣帝于此置昌化县，属怀政郡。后周复为离石，属石州。隋氏不改，皇朝因之。离石山，今名赤洪岭，在县西五十步。高欢大破尔朱兆于赤洪岭，盖此处也。卢城，在县东二十里。晋并州刺史刘琨所筑，以攻刘曜。” 

## 历史

### 新石器时代
在新石器时代，离石附近的区域已经有黄河农耕民（Yellow River Farmer）活动的痕迹。在离石附近，发现了多处新石器时代遗址，较为著名的有位于今交城县的瓦窑遗址和位于今兴县碧村的碧村遗址，属于龙山文化的边缘地带。
另外，根据现代人类学研究，从新石器时代到春秋战国之际生活在北方黄河中游至雁门关地带的原住民均具有高颅特征，和均以低颅为特征的汉代匈奴和鲜卑显属不同的种系。

### 夏商时期
相传大禹治水的起点在骨脊山。
禹贡九州，划属冀州。

### 先秦时期
武王伐商后，此地被划属并州，土著夏商遗民因不服王化一度失管，被称为北狄。
西周初年，唐叔虞受封于唐（今太原，一说在翼城县西），后改为晋国。一支姬姓后裔居于狐（今交城一带），为姬姓狐氏，在归化当地土著北狄的过程中逐渐同化，被中原文明称为白狄。在晋文公母亲狐姬嫁入晋国王室后，白狄彻底归化。晋国设瓜衍县（山西省孝义市北）与平陵县（山西省文水县东北），县域西至黄河西岸，包含离石。
战国时期三家分晋后，此地归属赵国，离石首次建城，设离石邑。

### 秦汉时期
秦攻克赵国后划属太原郡。
西汉置离石县，属西河郡。东汉永和五年（140年）西河郡治迁此。公元189年，汉灵帝驾崩，东汉进入末年乱世，郡县俱废。

### 魏晋南北朝时期
三国魏黄初二年（221年）复置县。晋属西河国。
永兴元年（304年）匈奴左部帅刘渊起兵反晋，建北汉政权，置都于离石。后燕置离石护军。北魏明帝置离石镇。北齐天保三年（552年）置昌化县。北周建德六年（577年）县改石州。

### 隋唐时期
隋大业初改离石郡。
唐武德元年（618年）复改石州，天宝元年（742年）改昌化郡，乾元元年（758年）复改石州。

### 宋元时期
北宋至金，县名俱称离石，属石州。
元中统二年（1261年）县入石州，三年（1262年）复置县。

### 明清时期
明洪武三年（1370年）县入石州。
隆庆元年（1567年）蒙古陷城之后署州事太原府同知李春芳因石、失石音相同，嫌其不祥改为永宁州。
万历二十三年（1595年）永宁州并入汾州府。

### 中华民国时期
直到民国元年（1912年）改永宁县。
民国3年（1914年）复改离石。
民国7年（1918年）三月分设离石、方山二县。
民国27年（1938年）2月22日离石九里湾惨案。日军谷口茂旅团约6000多人对九里湾村进行袭击屠杀，烧杀抢掠，造成大量人员伤亡和财产损失。
民国30年（1941年）析置离东县，民国35年（1946年）并入离石。

### 中华人民共和国时期
中华人民共和国建立后，离石县属兴县专区。
1952年撤销兴县专区后，划归榆次专区（后改晋中专区）。
1954年离石、方山合并，县名改离山县。
1958年离山、中阳合并，县名复改离石。
1971年5月吕梁地区成立后，原离石县迁驻柳林，新置离石郊区。
1971年10月，离石县改为柳林县，离石郊区恢复为离石县，离石县城成为吕梁地区驻地。
1996年5月离石撤县设市，离石县改为离石市。
2004年6月吕梁地区撤地设市，离石市更名为离石区，属吕梁市管辖。

## 行政区划
离石区下辖7个街道办事处、2个镇、3个乡：
滨河街道、凤山街道、莲花池街道、城北街道、田家会街道、交口街道、西属巴街道、吴城镇、信义镇、红眼川乡、枣林乡和坪头乡。

## 地理

### 概况
离石地处黄土高原，位于吕梁山脉中部，为厚层黄土覆盖，面积1324平方公里。全区地势东高西低，有山地和丘陵两种地形。全区耕地35.2万亩，天然林占地77.76万亩，森林覆盖率29.6%，省属4个林场，天然草场60块，总面积71.7万亩。

### 山脉
东部山脉有云顶山、狐爷山、陈家地山等，海拔均在2000米以上，东南部山地主要山峰有天顶山、起云山等，海拔在1900——2000米之间。位于区境东北部的骨脊山，海拔2535米，为该市最高峰。

### 水文
离石区主要河流有北川河、东川河、南川河等，汇入三川河后穿城而过，经柳林县注入黄河。

### 溶洞
白马仙洞以惊险神奇著称，为华北地区最大的岩洞。

### 草原
西华镇天然草场占地160公顷，素有华北第二大草原之称。

### 矿产
离石区已探明煤、铝土矿、 铁矿、铅锌矿、铜矿、石棉、高铝粘土等十几种矿产资源。全区含煤面积175平方公里，总储量17.35亿吨，是全国50个重点产煤县区之一。离石区出产的4#煤质量较高。

### 气候
全区属温带大陆性季风气候，四季分明，年均降水量463毫米，年均气温8.9℃，无霜期110—170天。

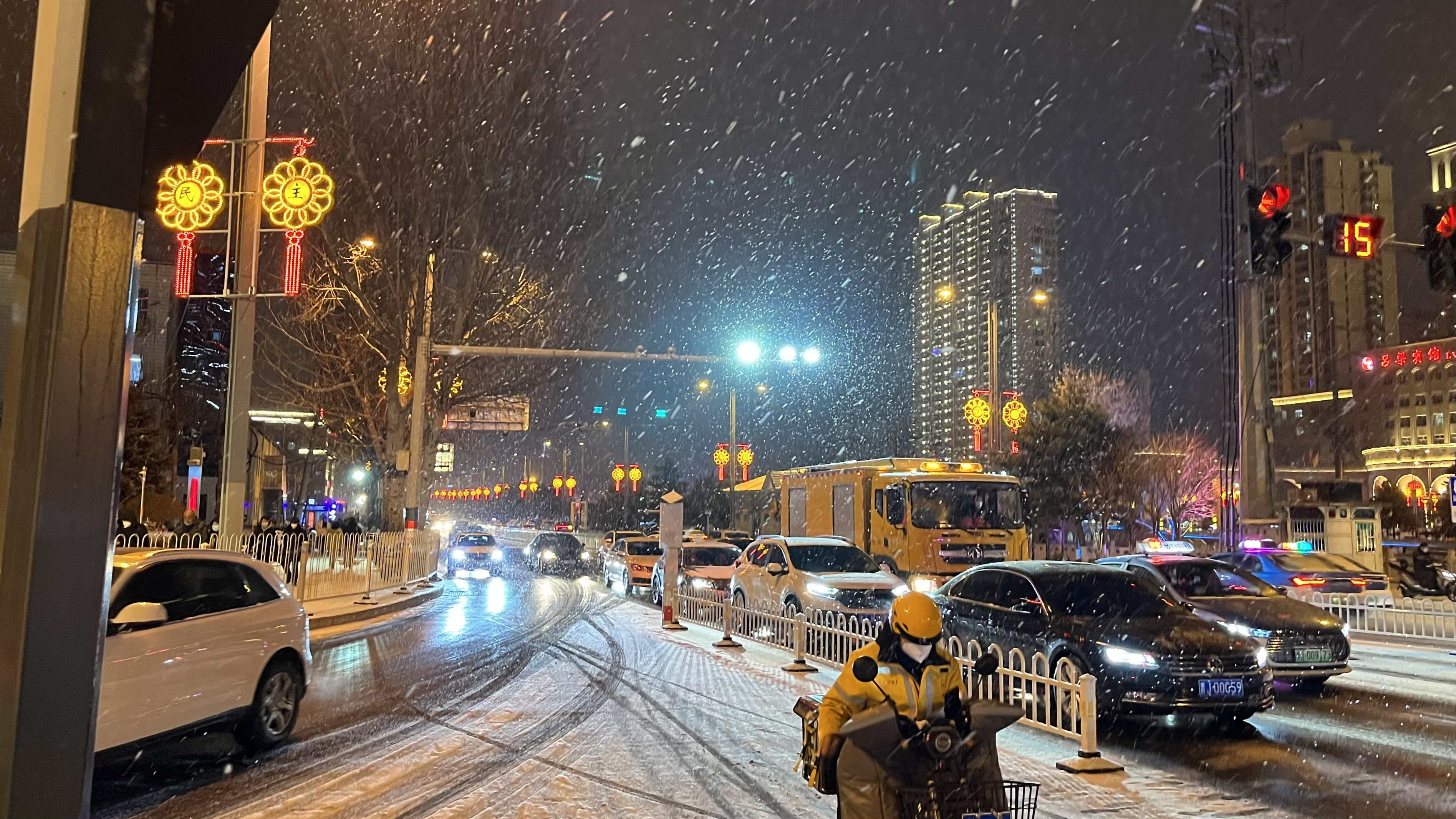
离石区雪景

### 生态
离石区拥有丰富的野生动物资源包括：华北豹，褐马鸡，林麝，红隼，狼，豹猫，野猪，雀鹰、雉鸡，棕黑锦蛇等。
离石区境内拥有一个国家级自然保护区薛公岭，属于森林生态系统。

### 空气污染

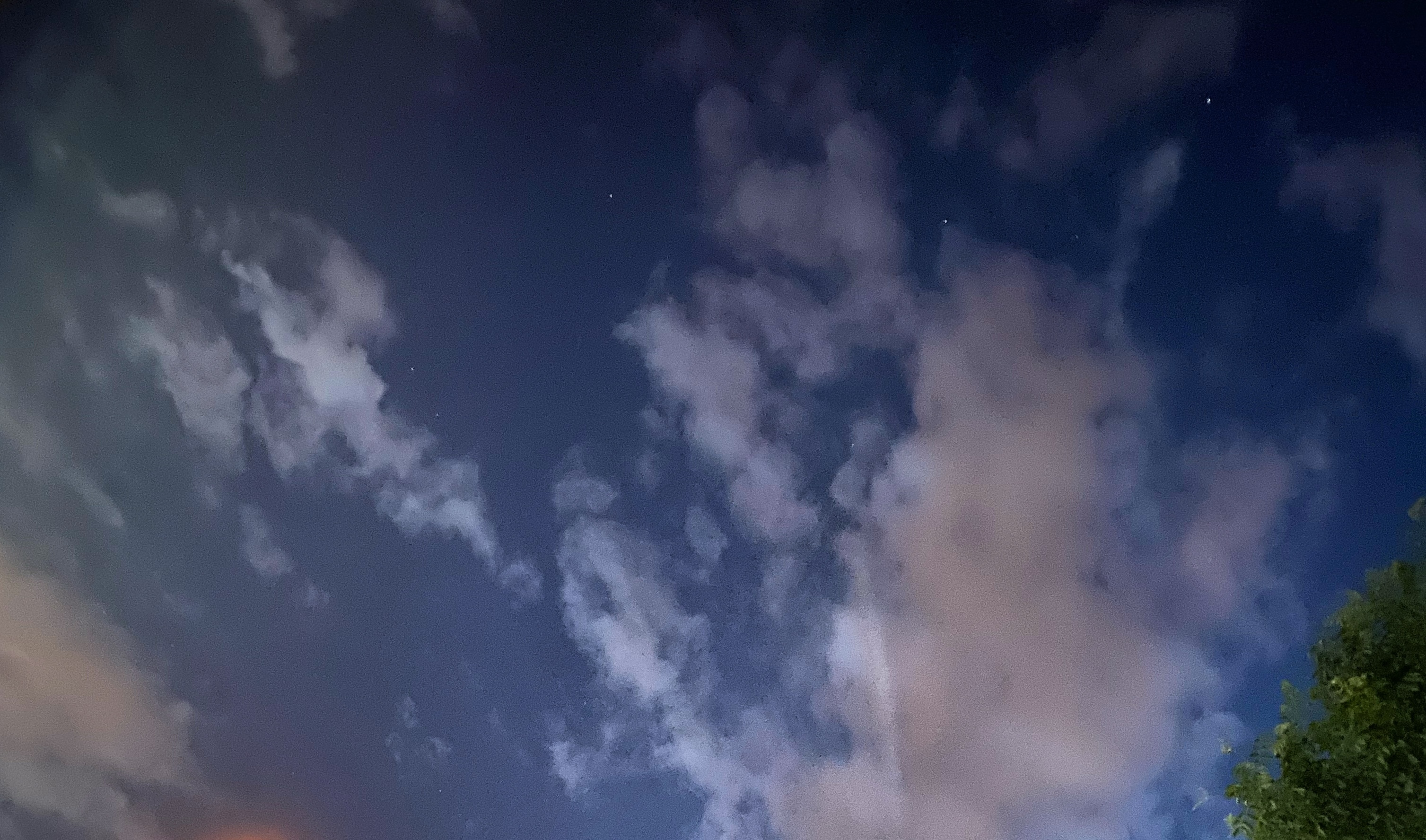
离石区夜空

离石区经济发展十分依赖于采矿及金属冶炼等重工业，因此部分地区存在空气污染，污染物主要为可吸入颗粒物。但不存在无法观测星空的情况，因此纪录片《穹顶之下》中所述的不见天日的空气污染不实。吕梁市的空气污染主要成因是煤矿作业，因此污染物多是未经燃烧的煤尘，直径较大容易沉积，不存在形成雾霾的条件。近些年由于化工产业有所增多，吕梁市雾霾情况有所恶化，但其空气质量指数(AQI)仍常年保持在40-80之间，属于二级以上，大多数时间可以保持在一级优质空气。

## 经济
2018年国民生产总值100.4485亿元人民币。
2019年国民生产总值137亿元人民币。
2023年国民生产总值222.35亿元人民币。

## 人口

### 概况
2023年人口变动情况抽样调查主要数据公报显示，离石区常住人口为469,797人。其中男性240,272人占比51.14%，女性229,525占比48.86%。

### 民族
离石居民以汉族为主。

## 社会

### 语言
离石区通用汉语普通话，方言属于汉语-晋语-吕梁片-离石小片。晋语的地位跟官话、粤语、吴语、闽语、湘语、客语、赣语等相同，可被归为独立语言或汉语下的一级方言。2007年的国际认证 ISO 639-3 国际语种代号的编制中，国际标准化组织也把晋语列入，语言代码为：ISO 639-3 cjy 。
吕梁片方言相与晋语区其他方言互通度较低，离石小片的方言共有“阴平”、“阳平”、“上声”、“去声”、“阴入”、“阳入”六个声调。离石方言中继承了大量上古秦晋语的词汇。

### 教育
吕梁学院

### 交通
吕梁站
免费公交

### 宗教
道教，佛教，天主教，伊斯兰教。

## 文化

### 民俗
离石区盛行三弦、唢呐等民族乐器，同时发展出了三晋说书在当地的本土版本，即弹唱。秧歌也是离石区重要的民俗文化活动。

### 饮食
离石区饮食文化具有鲜明的山西省特征，以面食为主，土豆也是重要的主食来源。

### 历史人物

#### 于成龙
被康熙皇帝誉为“天下廉吏第一”的于成龙，出仕前曾在位于交口街道的安国寺读书六载，官至两江总督、兵部尚书，终其一生始终恪守“天理良心”“心系天下苍生”的廉政思想。

#### 释慧达
南北朝时的高僧释慧达和尚(俗名刘萨诃)，曾孤身一人去天竺拜佛取经，甘肃敦煌莫高窟记载有与其有关的壁画与文献《敦煌刘萨诃因缘变》。

### 观光景点

#### 安国寺

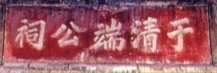
安国寺于成龙匾额

位于离石市西12公里处，创建于唐贞观十一年(公元637年)。

#### 天贞观

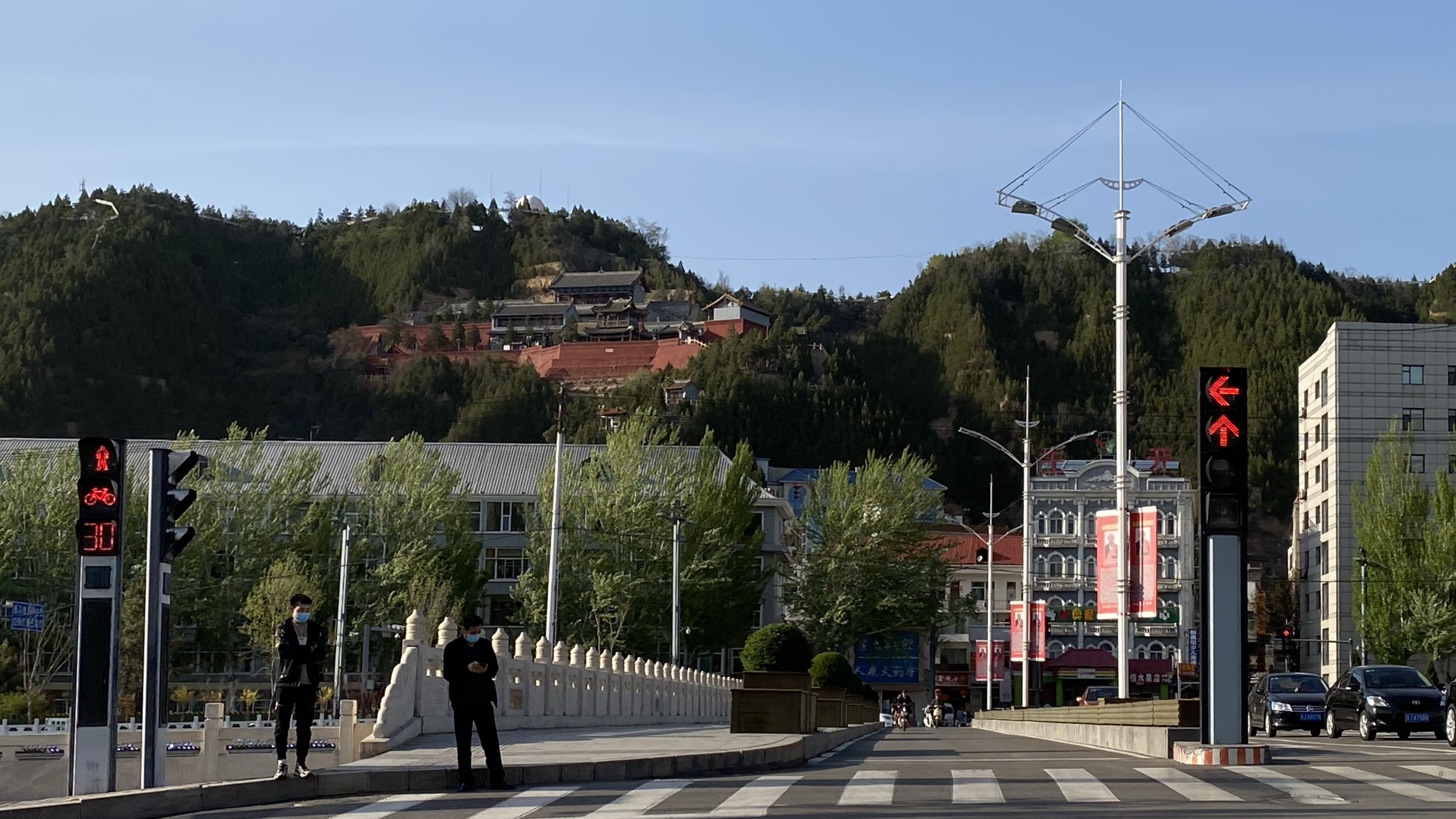
山西省吕梁市离石区凤山

天贞观位于离石区北的凤山腰间，是全国重点文物保护单位。

#### 白马仙洞
位于离石区东南25公里处的九凤山麓。

#### 宝峰山
有着“小华山”美称的宝峰山，属于永宁州八大奇观之一。

#### 彩家庄
彩家庄是一座保存基本完好的明清风格传统古村落、历史文化名村。

#### 骨脊山
“观天下骨脊、仰浩然之气”的骨脊山，是传说中大禹治水的起始地。